# Lutherkerk (Leer)
De Lutherkerk (Duits: Lutherkirche) is een barok kerkgebouw in het Oost-Friese Leer. De in 1675 gebouwde kerk werd herhaaldelijk vergroot en bezit een belangrijk orgel van Jürgen Ahrend.

## Geschiedenis

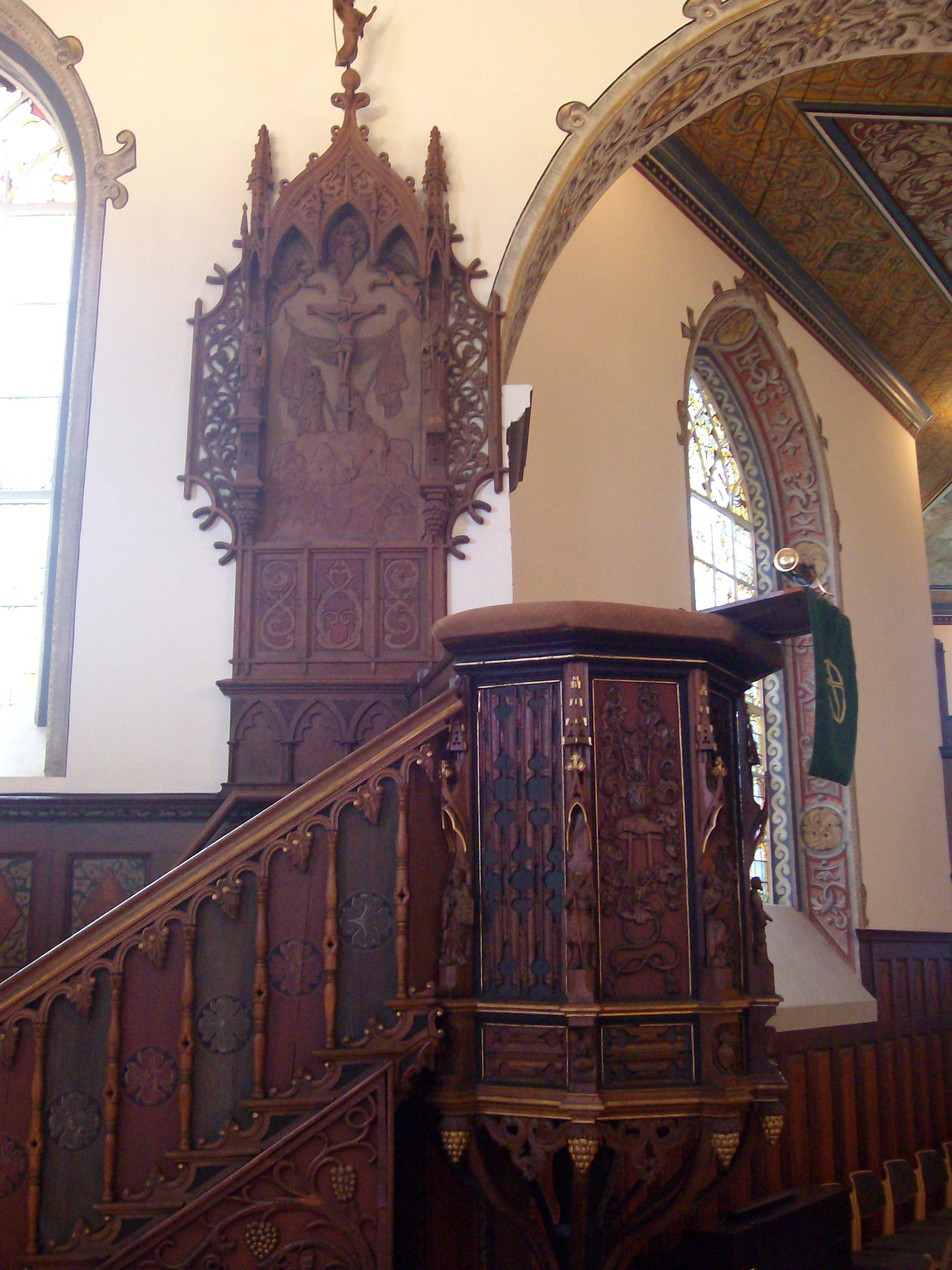
Preekstoel

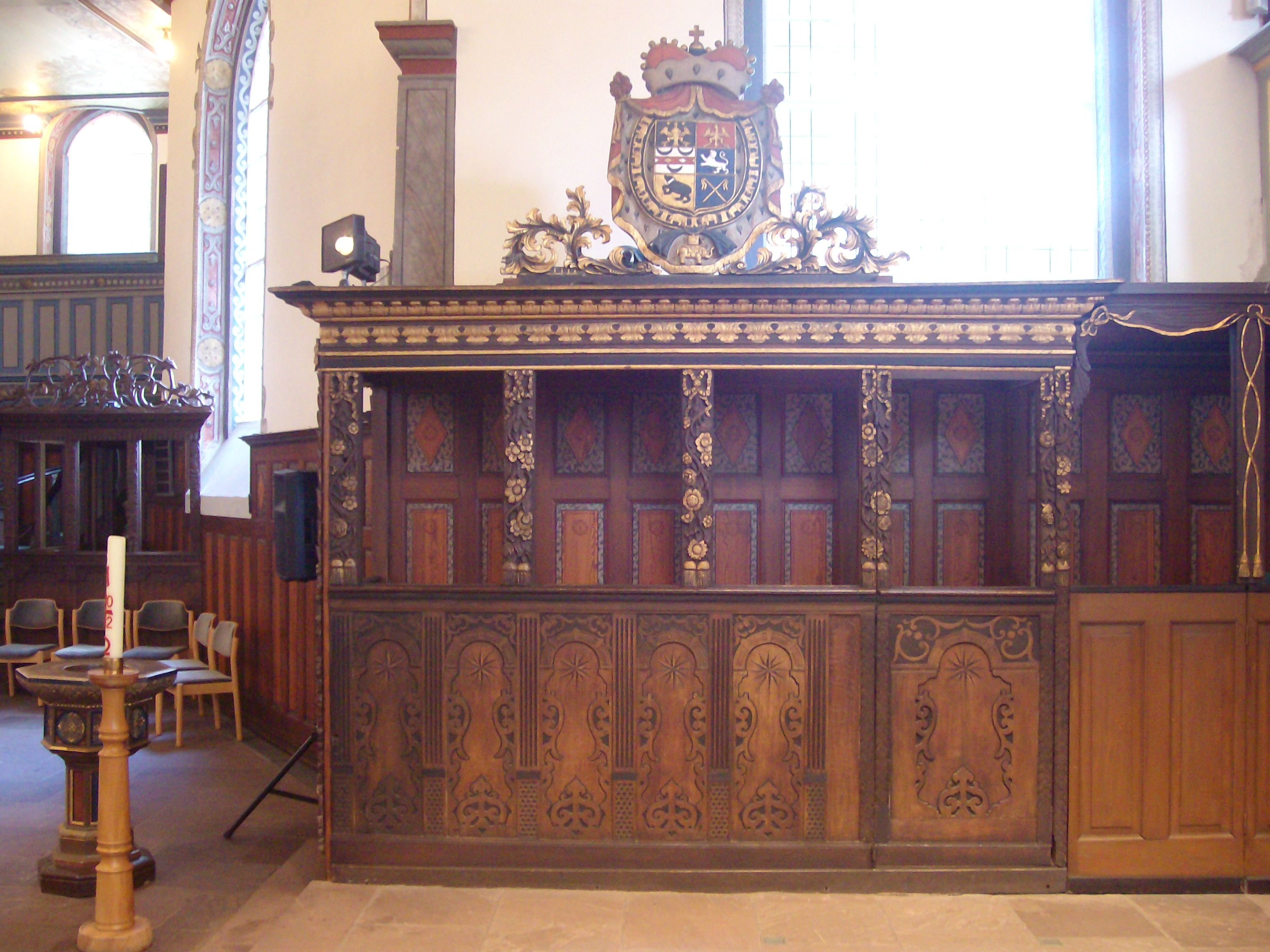
Herenbank

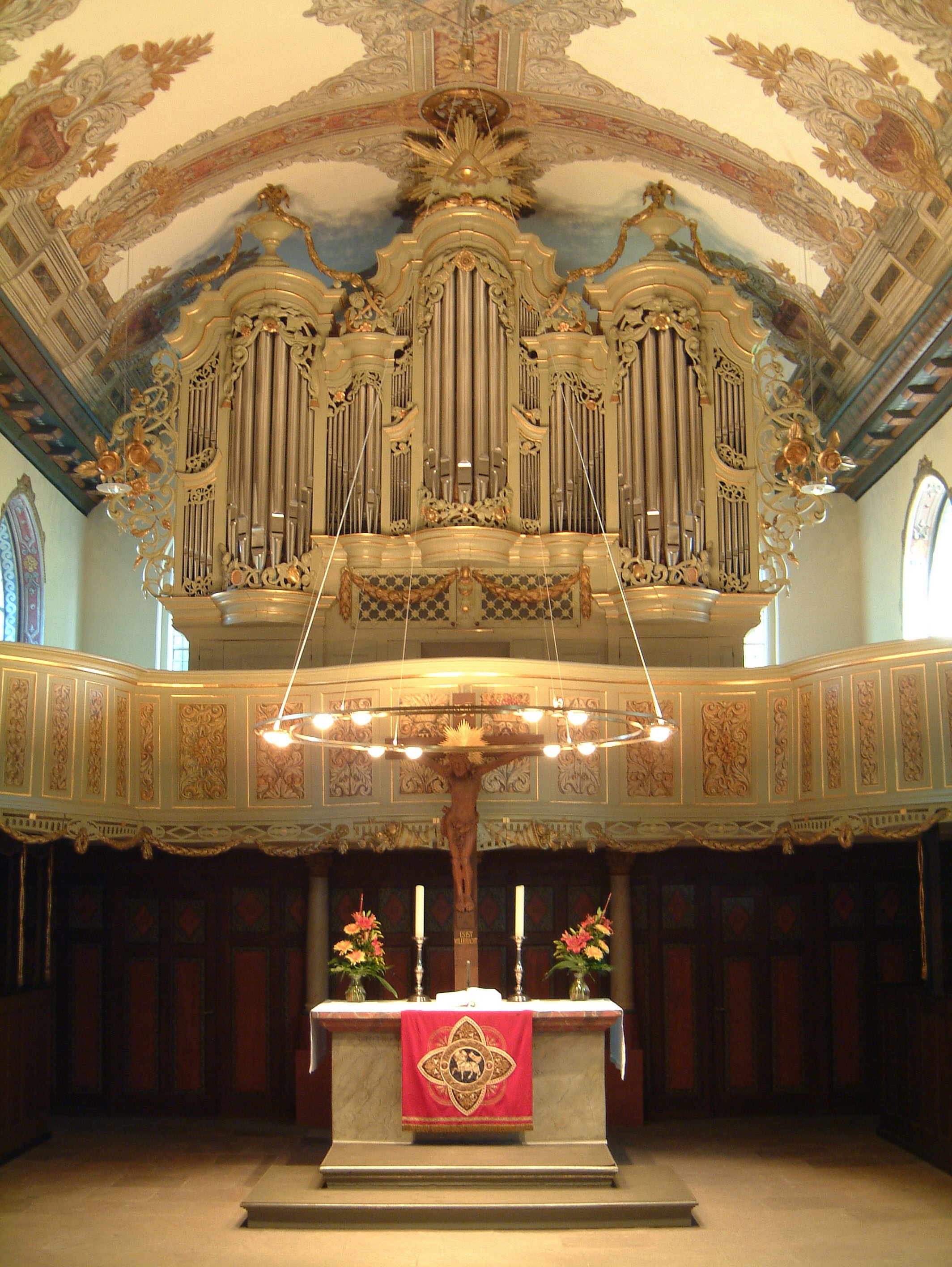
Orgel en altaar

De lutheranen in het door calvinisten  gedomineerde Leer waren tot 1639 voor een lutherse eredienst aangewezen op kerken buiten de stad. Vanaf 1639 sloten de lutheranen zich bij de gemeente van Logabirum aan. Dankzij de bemoeienissen van Christina Charlotte van Württemberg kon de huidige kerk in 1675 worden gebouwd, die het sloopmateriaal van het opgeheven klooster van Thedinga bij Nüttermoor ter beschikking stelde. In de jaren 1706-1710 volgde een vergroting naar het westen, waar in 1766 een klokkentoren op gebouwd werd. Het gebouw kreeg een T-vormige plattegrond door een noordelijke aanbouw in 1738. Het oostelijke deel werd in 1793 vergroot. Tevens werden toen een sacristie toegevoegd en een houten tongewelf ingebouwd, om zo meer ruimte voor een nieuw orgel te scheppen. De kruisvormige plattegrond van de kerk werd in 1882 gerealiseerd met de aanbouw van een zuidelijke vleugel.

## Beschrijving
De huidige kerk betreft een centraalbouw in de vorm van een Grieks kruis. Het kerkschip uit 1675 heeft een oostelijke oriëntatie en werd naderhand met een noordelijke en zuidelijke vleugel vergroot. Bovendien werden zowel het oostelijke als het westelijke eind van het kerkschip uitgebouwd, zodat van de oorspronkelijke vorm weinig meer valt te herkennen. Door twee ingangen in de zuidelijke vleugel komt men op de galerij en sinds 1910 bevindt zich eveneens in het noordwesten een trappenhuis naar de galerij. Het westelijke portaal uit 1710 is eenvoudig vormgegeven. De zijarmen van de kerk worden door drie grote rondbogen op pijlers met het kerkschip verbonden.  
De klokkentoren op de vierkantes sokkel gaat boven over in een achthoekige bovenbouw, waarop een open lantaarn werd geplaatst. Een vergulde zwaan, het symbool van de Lutherse  kerk, vormt de bekroning van de toren. Het kleine kroontje om de hals van de zwaan verwijst naar Frederik de Grote, die toestemming voor de bouw gaf. De twee klokken in de toren werden in 1775 gegoten.

## Interieur
Het interieur van de kerk vertegenwoordig voornamelijk de barok, maar kreeg door een renovatie in 1910 het huidige aanzien. Het middenschip heeft een tongewelf en kreeg van de hand van Reinhard Ebeling uit Hannover een neobarokke beschildering, waarbij resten van herontdekte oorspronkelijke beschilderingen werden geïntegreerd. Centraal in het middenschip worden Christus en de vier evangelisten voorgesteld. Aan de noordelijke en westelijke kant zijn de beeltenissen van de Oost-Friese heersers Edzard I, Christiaan Everhard, Christine Charlotte, Georg Albrecht, Carl Edzard en Frederik II aangebracht. In de cartouches aan de onderste rand van het tongewelf staan de namen van de twaalf apostelen.
Alleen de rijk versierde preekstoel is ouder dan het kerkgebouw zelf. Deze kansel werd geschonken door de lutherse gemeente van Esens en heeft een ingrijpende restauratie ondergaan. De veronderstelling dat de kansel oorspronkelijk uit het klooster van Ihlow stamt, wordt door het wapen aan de kansel weersproken, hetgeen verwijst naar een schenking van Walburgis van Rietberg in 1576. Terwijl de buitenste velden aan de kanselkuip met rolwerk werden gedecoreerd, zijn de binnendste velden versierd met wapens. Naast het wapen van Walburgis zijn de wapens van haar moeder, gravin van Bentheim-Steinfurt, haar grootmoeder Onna van Rietberg en de overgrootmoeder Armgard van Oldenburg te herkennen, die allen over het Harlingerland regeerden als regentessen.
Het met twee treden verhoogde altaar werd in 1696 uit een massief stenen blok gehouwen en wordt door een rood gemarmerde plaat bedekt. Het kruisbeeld op het altaar uit 1910 is een werk van de beeldhouwer P. Vogler uit Hannover.  
Het oude doopvont betreft een gipsen replica; in 2016 werd een nieuw doopvont van Bentheimer zandsteen van de beeldhouwer Gerd Christmann ingewijd. De voet heeft aan de kanten obelisken en draagt een grote schaal in vierpas-vorm. De galerijen zijn rijk versierd met barok houtsnijwerk. De herenbank met het Oost-Friese wapen, dat door graaf Rudolf Christian (1625-1628) werd ingevoerd, kreeg in 1732 de huidige vorm; het onderste deel stamt nog uit de laten jaren 1600. Aan de noordoostelijke kant bevindt zich nog een herenbank, de zogenaamde Meese´sche Stuhl, dat de datum 1 januari 1740 draagt.

## Orgel
Het eerste orgel van de kerk was een instrument van Arp Schnitger uit 1714. Het bezat 18 registers verdeeld over twee manualen en aangehangen pedaal. In 1795 volgde een nieuwbouw van Hinrich Just Müller. Hiervan bleef de rococo-orgelkas bewaard. In het kader van de renovatie bouwde P. Furtwängler & Hammer in 1911 het derde orgel en in de jaren 1964-1966 Alfred Führer uit Wilhelmshaven het vierde orgel, die door de orgelbouwer Anton Škrabl achter een nieuwe orgelkas in de protestantse kerk van Saarlouis werd herbouwd.
In het jaar 2002 bouwde Jürgen Ahrend achter de historische orgelkas van Müller het vijfde instrument. Dit orgel heeft 39 registers verdeeld over drie manualen en zelfstandig pedaal.